# Mitsch Oko

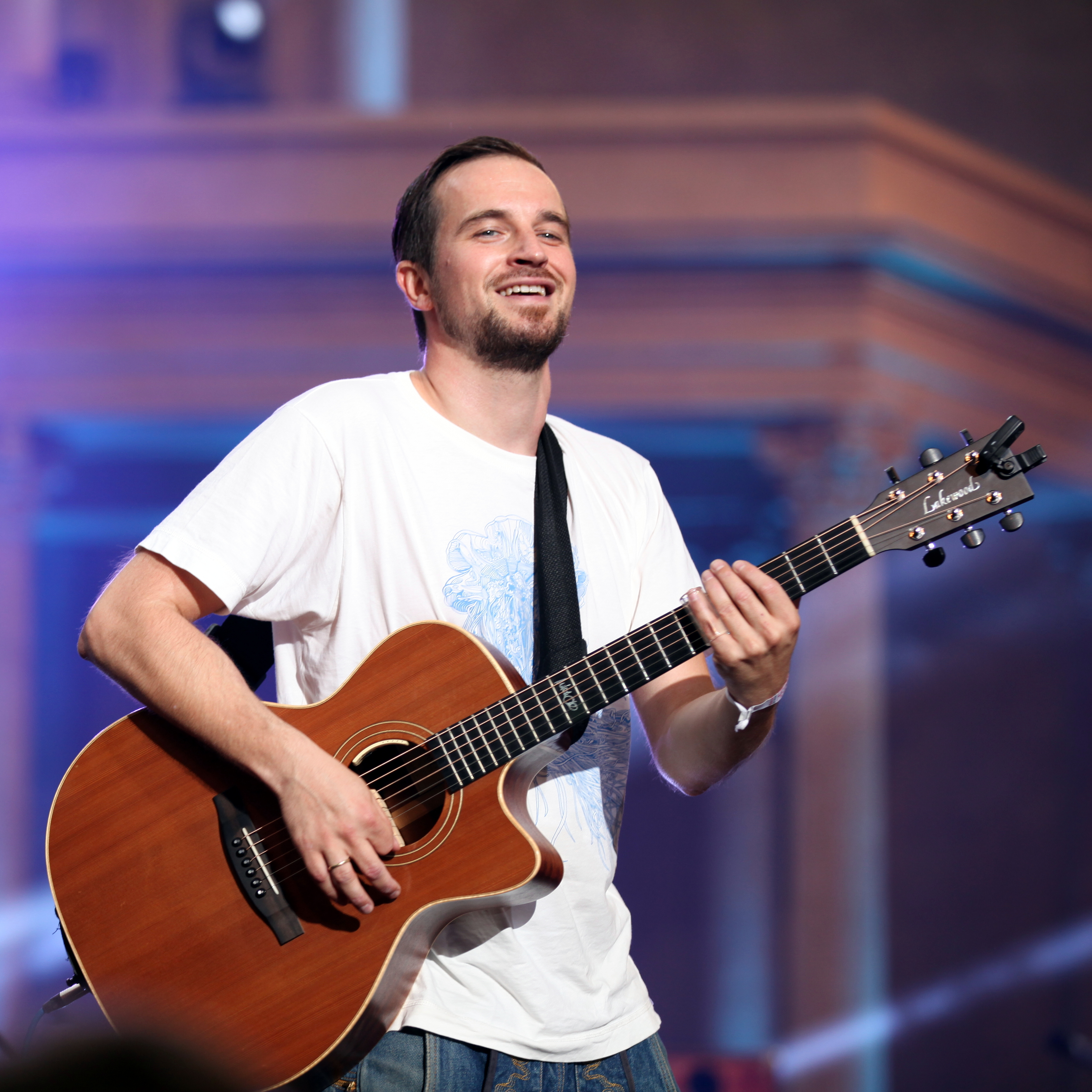
Mitsch Oko auf dem Heimatsound-Festival 2015

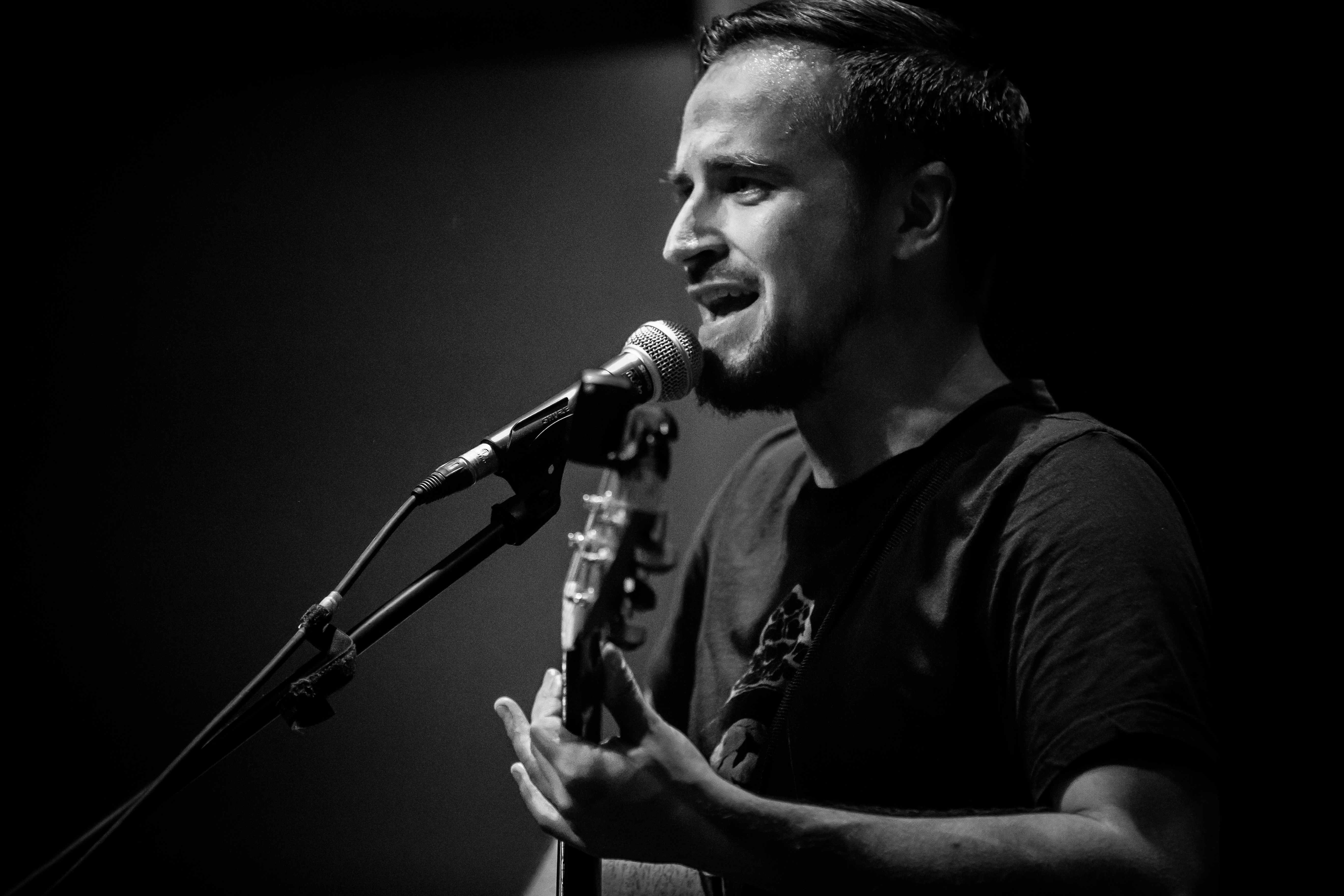
Mitsch Oko

Mitsch Oko (* 3. Juli 1977 in Donauwörth als Michael Schönmetzer) ist ein deutscher Musiker und Musikmanager, der neben seiner Tätigkeit als Gitarrist in der Band Rainer von Vielen auch Film- und Theatermusik schreibt und der Inhaber der Musikmanagement- & Booking-Agentur Ebenso Musik ist.

## Aktivitäten
Mitsch Oko absolvierte von 2000 bis 2005 ein Studium der Betriebswirtschaftslehre an der Freien Universität Berlin. Von 2003 bis 2009 arbeitete er als Tourmanager der britischen Künstlerin Anne Clark.
Nach seiner Diplomarbeit zog er zurück ins Allgäu und gründete dort die Musikmanagement-Agentur Ebenso Musik, die sich seitdem hauptsächlich um die Vermarktung Rainer von Vielens kümmert.
Der Gewinn des österreichischen Protestsongcontests des Radiosenders FM4, machte die Band erstmals einer breiteren Öffentlichkeit bekannt.
Seit 2008 tritt Schönmetzer auch als Veranstalter in Erscheinung, unter anderem veranstaltet er das jährliche Weihnachtskonzert in der Kemptener KultBox.
Im Rahmen des seit 2011 stattfindenden Workshops PopNRock-Spring engagiert er sich als Dozent.
2012 führte er zusammen mit seiner Band das Theaterstück Mythen der Freiheit am Jungen Schauspiel Hannover auf, das die Band zusammen mit dem Regisseur Florian Fiedler und dem Team des Schauspiels Hannover geschrieben hat.
Der von Rainer von Vielen und ihm vertonte Tatort Château Mort wurde am 8. Februar 2015 erstausgestrahlt.
Im selben Jahr folgte ein Engagement am Theater Basel mit der Vertonung von Friedrich Dürrenmatts Besuch der alten Dame.
Schönmetzer war von 2015 bis 2018 Coach beim Straßenkulturfestival freiflug in Kaufbeuren.

## Diskografie
- 2005: Rainer von Vielen
- 2007: Move against G8-Sampler - Titel: Tanz Deine Revolution
- 2008: Kauz
- 2009: Die Verhältnisse rocken (10 Jahre ATTAC - Sampler) Alles Sein
- 2010: Milch & Honig
- 2012: Live den Lebenden
- 2014: Erden